# سارا برات ماكلين غريني
سارا برات ماكلين غريني (بالإنجليزية: Sarah Pratt McLean Greene)‏ (3 يوليو 1856 في الولايات المتحدة - 28 ديسمبر 1935)؛ كاتِبة وروائية أمريكية. درست في كلية ماونت هوليوك.

## روابط خارجية
- سارا برات ماكلين غريني على موقع قاعدة بيانات برودواي على الإنترنت (الإنجليزية)